# 와키가하타촌
와키가하타촌(脇ヶ畑村)은 시가현 이누카미군에 설치되었던 촌이다.